# Episodi di Giudice di notte (nona stagione)
La nona stagione della serie televisiva Giudice di notte è stata trasmessa in anteprima negli Stati Uniti d'America dalla NBC tra il 18 settembre 1991 e il 31 maggio 1992.
| nº | Titolo originale                         | Titolo italiano | Prima TV USA      | Prima TV Italia |
| -- | ---------------------------------------- | --------------- | ----------------- | --------------- |
| 1  | A Guy Named Phantom (Part 1)             |                 | 18 settembre 1991 |                 |
| 2  | A Guy Named Phantom (Part 2)             |                 | 25 settembre 1991 |                 |
| 3  | My Life as a Dog Lawyer                  |                 | 2 ottobre 1991    |                 |
| 4  | Puppy Love                               |                 | 9 ottobre 1991    |                 |
| 5  | Pop Goes the Question                    |                 | 16 ottobre 1991   |                 |
| 6  | Guess Who's Listening to Dinner?         |                 | 30 ottobre 1991   |                 |
| 7  | Looking for Mr. Shannon                  |                 | 6 novembre 1991   |                 |
| 8  | Teacher's Pet                            |                 | 13 novembre 1991  |                 |
| 9  | The System Works                         |                 | 17 novembre 1991  |                 |
| 10 | Get Me to the Roof on Time               |                 | 20 novembre 1991  |                 |
| 11 | Santa on the Lam                         |                 | 11 dicembre 1991  |                 |
| 12 | Shave and a Haircut                      |                 | 8 gennaio 1992    |                 |
| 13 | A New York Story                         |                 | 15 gennaio 1992   |                 |
| 14 | Undressed for Success                    |                 | 22 gennaio 1992   |                 |
| 15 | Poker? I Hardly Know Her                 |                 | 5 febbraio 1992   |                 |
| 16 | Party Girl (Part 1)                      |                 | 12 febbraio 1992  |                 |
| 17 | Party Girl (Part 2)                      |                 | 12 febbraio 1992  |                 |
| 18 | To Sir with... Ah, What the Heck... Love |                 | 26 febbraio 1992  |                 |
| 19 | P.S. Do I Know You?                      |                 | 4 marzo 1992      |                 |
| 20 | Opportunity Knock Knocks (Part 1)        |                 | 13 maggio 1992    |                 |
| 21 | Opportunity Knock Knocks (Part 2)        |                 | 13 maggio 1992    |                 |
| 22 | The 1992 Boat Show                       |                 | 31 maggio 1992    |                 |